# (23950) Tsusakamoto
(23950) Tsusakamoto est un astéroïde de la ceinture principale.

## Description
(23950) Tsusakamoto est un astéroïde de la ceinture principale. Il fut découvert le 18 octobre 1998 à la station Anderson Mesa par le programme LONEOS. Il présente une orbite caractérisée par un demi-grand axe de 2,57 UA, une excentricité de 0,16 et une inclinaison de 8,9° par rapport à l'écliptique.

## Compléments